# Feodossi Fjodorowitsch Schtschedrin

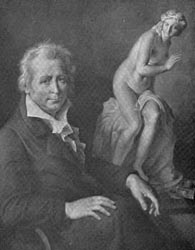
Feodossi Fjodorowitsch Schtschedrin (Benoît-Charles Mitoire, 1813)

Feodossi Fjodorowitsch Schtschedrin (russisch Феодосий Фёдорович Щедрин; * 1751 in St. Petersburg; † 21. Januarjul. / 2. Februar 1825greg. ebenda) war ein russischer Bildhauer und Hochschullehrer.

## Leben
Schtschedrin, Sohn eines Soldaten des Preobraschensker Leib-Garderegiments, wurde 1764 als Staatszögling zur Ausbildung in der Akademie der Künste angenommen und studierte Bildhauerei bei Nicolas-François Gillet. 1769 erhielt er seine zweite Silbermedaille und 1770 die Kleine Goldmedaille für das Basrelief Der Anschlag Rognedas auf das Leben Wladimirs. Für ein Basrelief mit Isjaslaw Mstislawitschs Kriegern im Stil des russischen Barocks erhielt er 1772 die Große Goldmedaille.
1773 wurde Schtschedrin mit einem Reisestipendium der Akademie der Künste zu weiteren Studien nach Italien geschickt. Er war zuerst in Florenz und dann in Rom, wo er eine Statue des Apollon anfertigte, der einen Pfeil aus dem Köcher zieht. 1775 ging er auf Anweisung der Akademie der Künste nach Paris und arbeitete 10 Jahre lang bei Christophe Gabriel Allegrai, auf dessen Bitte Schtschedrins Abordnung verlängert wurde. 1776 erhielt Schtschedrin für seine Mars-Statue eine zweite Goldmedaille von der Académie royale de peinture et de sculpture.
Nach seiner Rückkehr 1789 lehrte Schtschedrin Bildhauerei an der Akademie der Künste. 1794 wurde er für seine Aus dem Meer geborene Venus zum Professor ernannt. Die Venus erwarb Paul I. 1797 für 7000 Rubel. Schtschedrins vielfältiges Schaffen erfolgte in Konkurrenz zu dem Fedot Iwanowitsch Schubins. 1818 wurde Schtschedrin zum Rektor ernannt.
Schtschedrins Bruder Semjon Fjodorowitsch Schtschedrin  war Maler und Adjunkt-Professor an der Akademie der Künste. Schtschedrins Söhne waren der Maler Sylvester Feodossijewitsch Schtschedrin und der Architekt Apollon  Feodossijewitsch Schtschedrin.
Schtschedrin wurde in St. Petersburg auf dem Smolensker Friedhof begraben. 1934 wurde er in die Nekropole des 18. Jahrhunderts auf dem Lazarus-Friedhof am Alexander-Newski-Kloster umgebettet.

## Werke

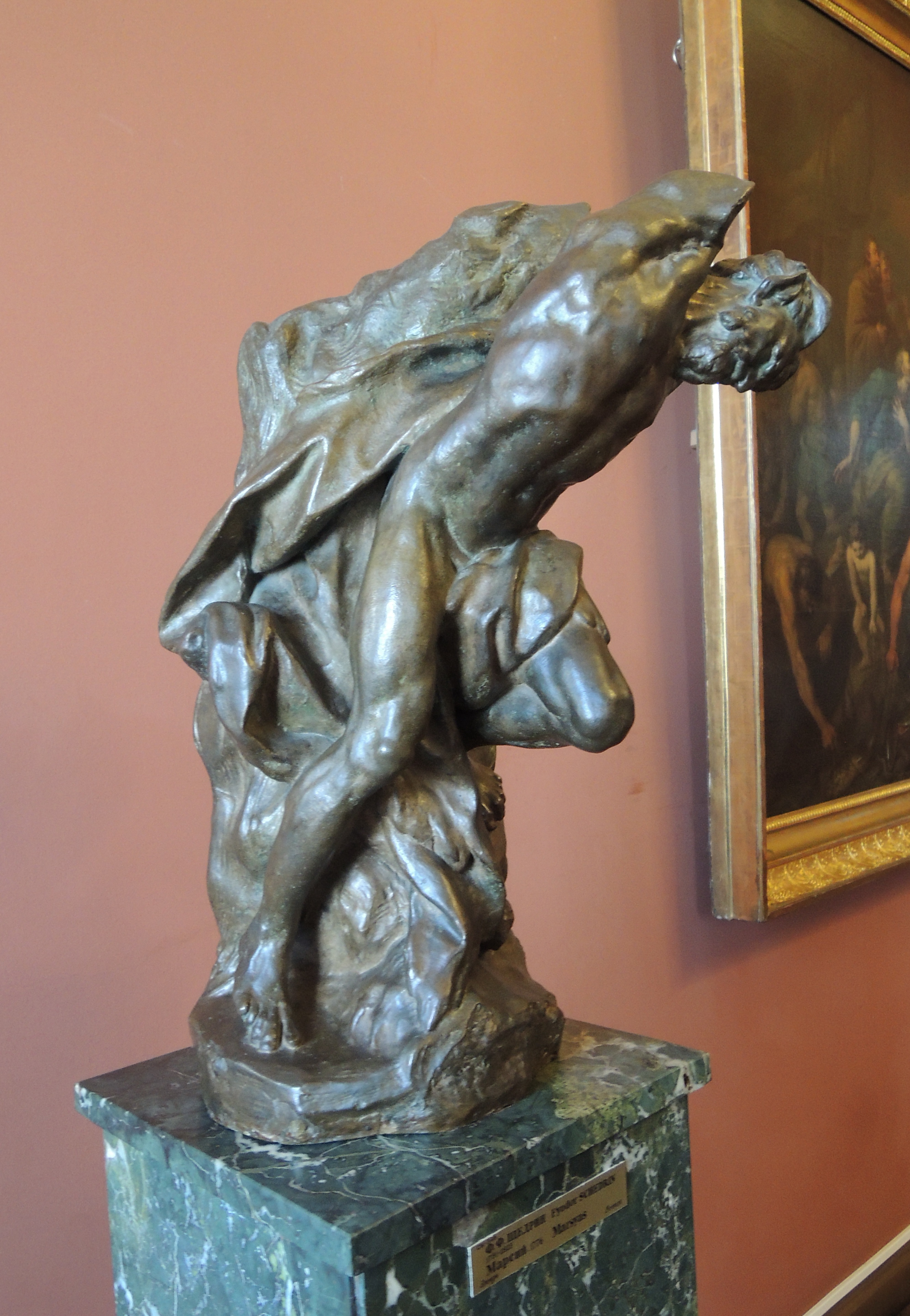
Marsyas (1776), Russisches Museum
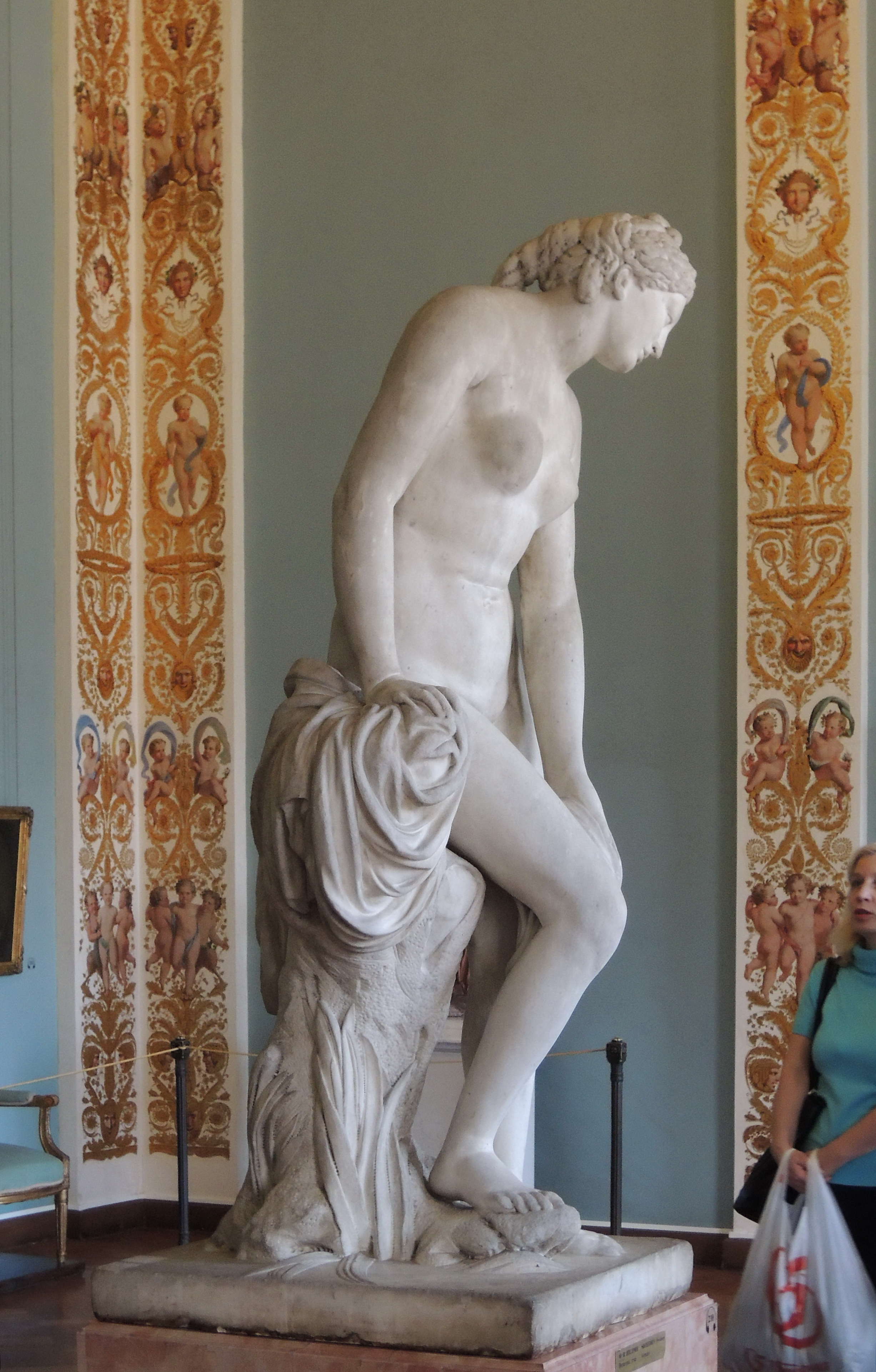
Venus (1792), Russisches Museum
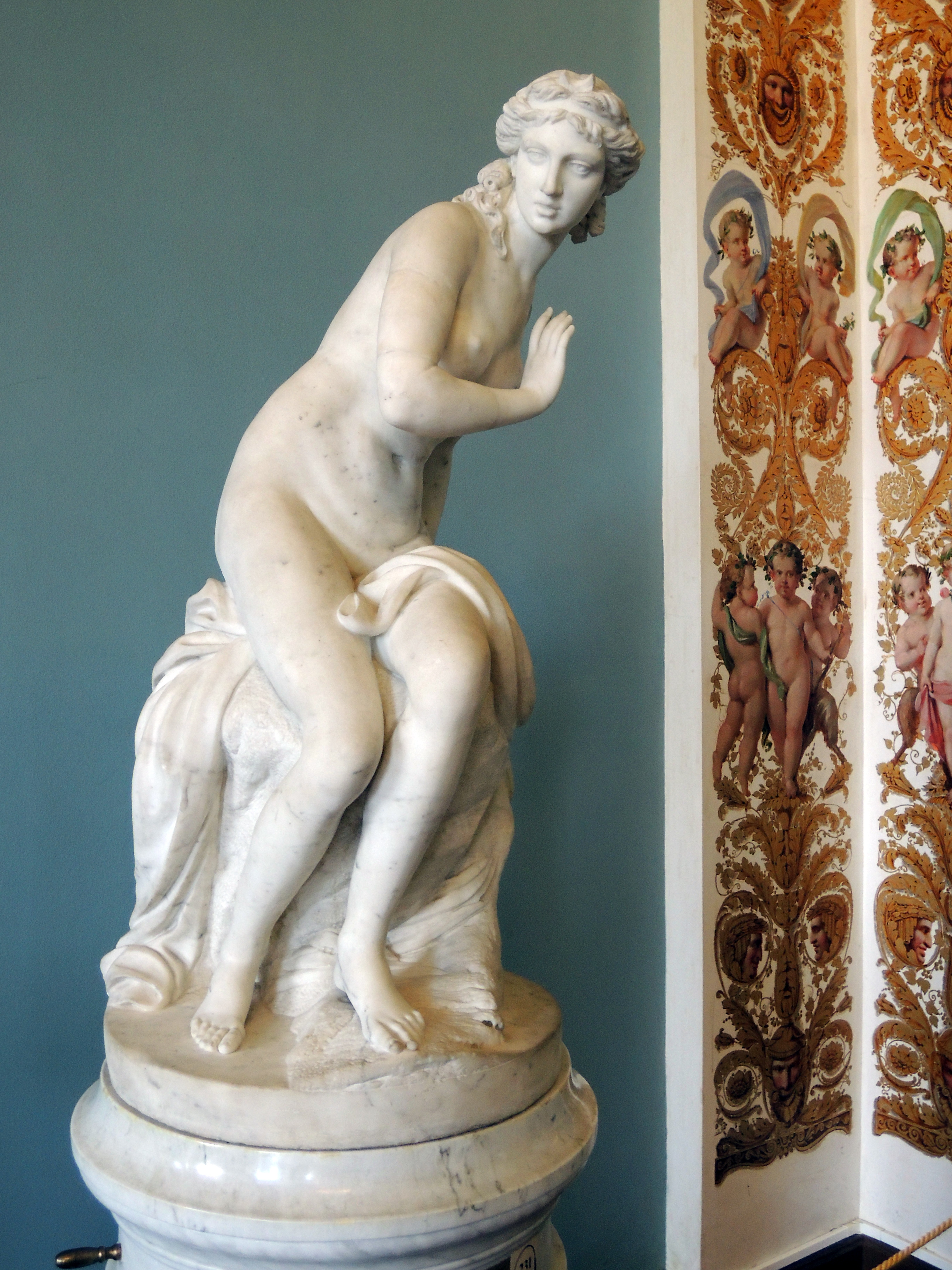
Diana (1795), Russisches Museum
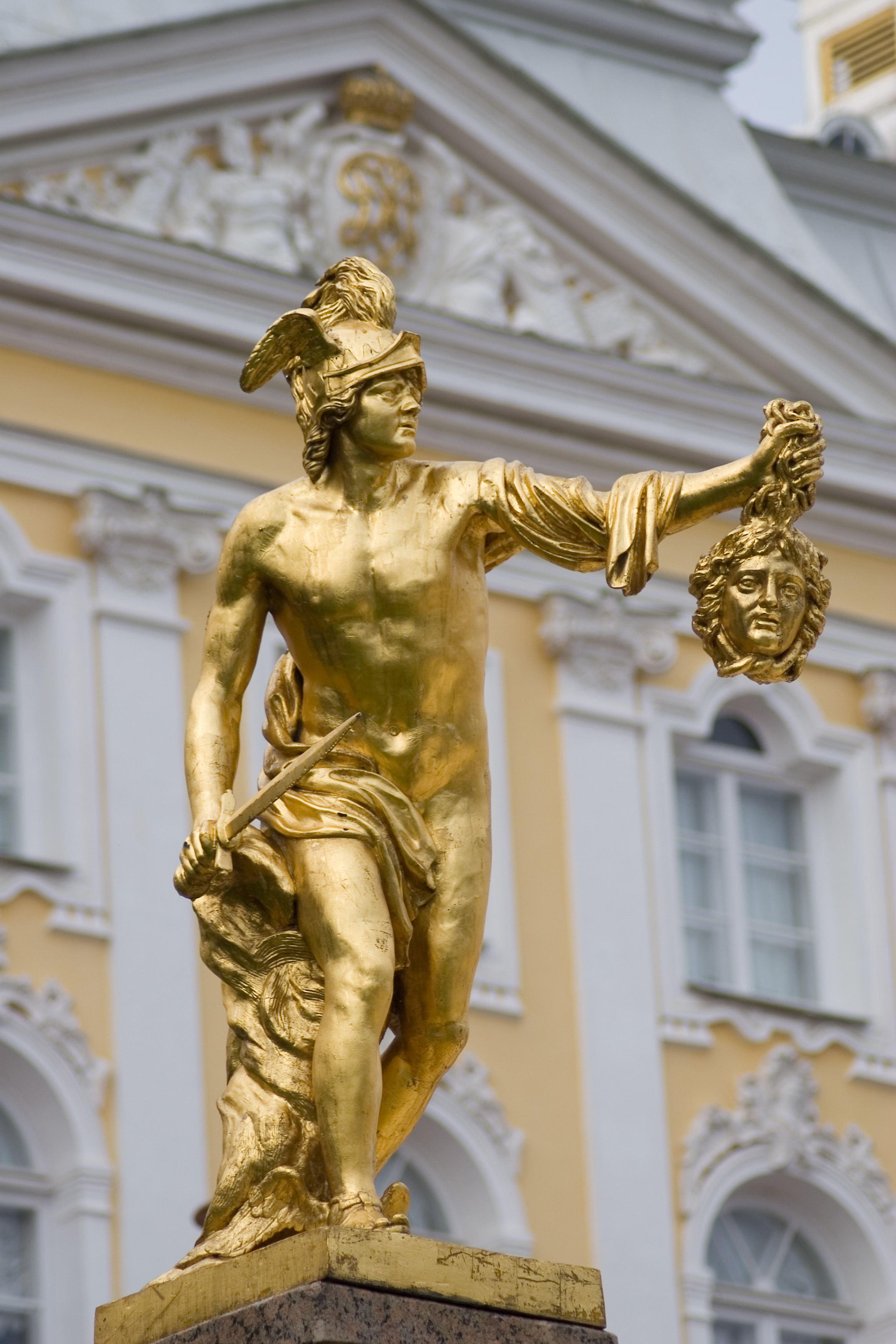
Perseus mit dem Haupt der Medusa (1801), Große Kaskade, Schloss Peterhof
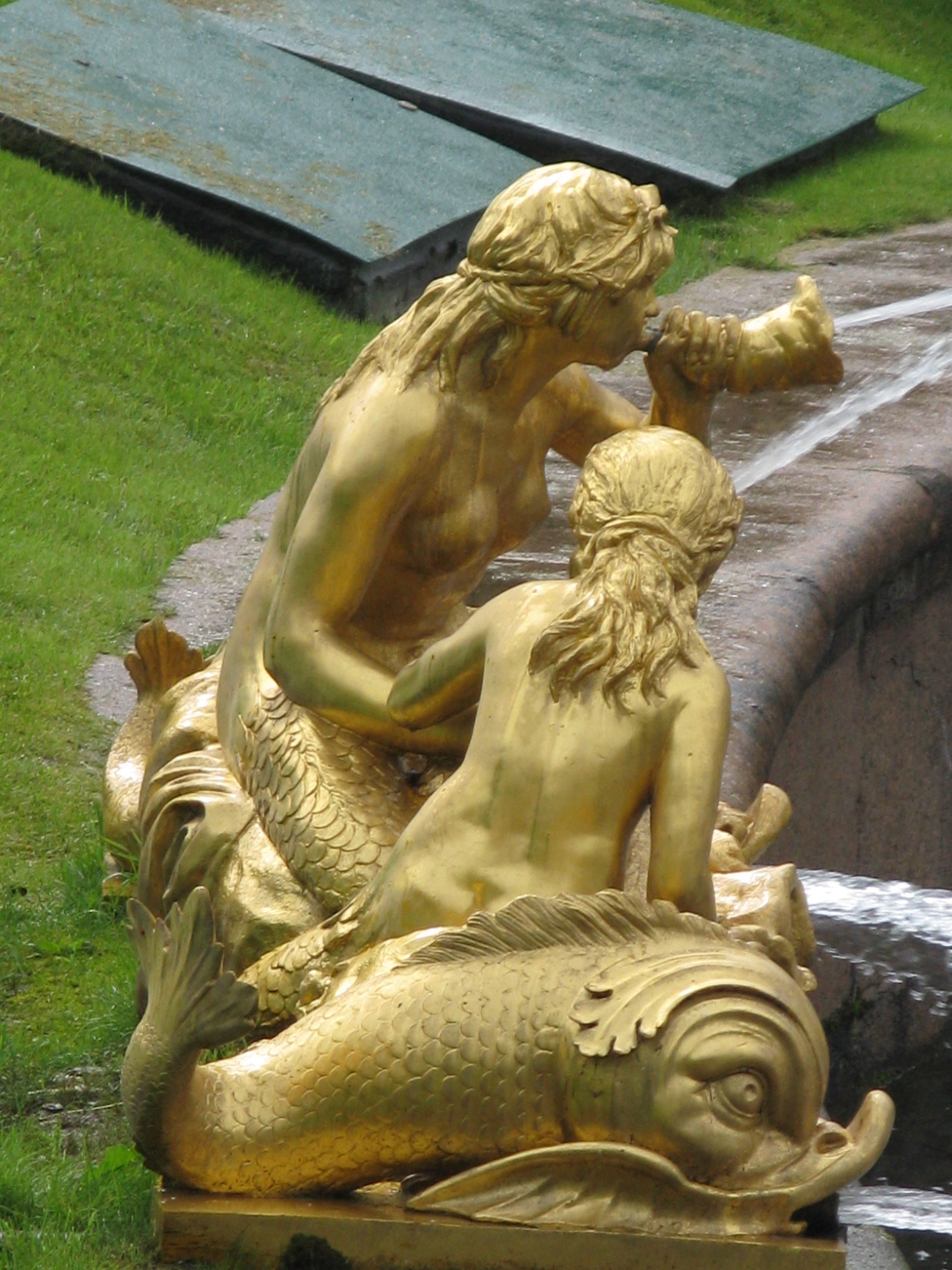
Sirenen (1805), Große Kaskade, Schloss Peterhof
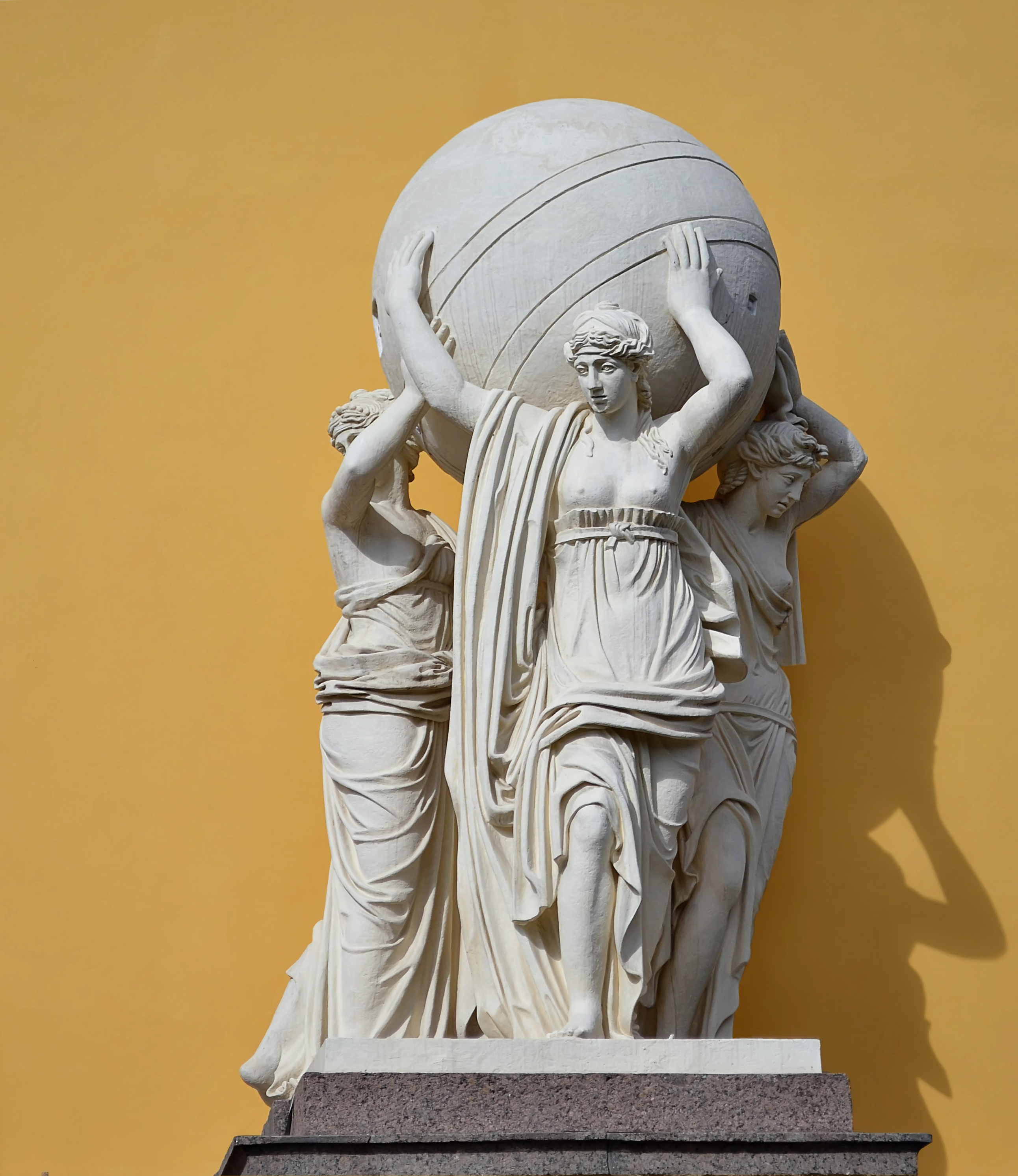
Nymphen tragen die Erdkugel (1812–1813), Tor der Admiralität, Sankt Petersburg